# Marcin Baszczyński
Marcin Baszczyńsk (7 de juny de 1977, Ruda Śląska, Polònia) és un futbolista polonès. També ha estat internacional amb la selecció polonesa i ha jugat en 35 partits internacionals.

## Clubs de futbol
| Club                 | País    | Any       |
| -------------------- | ------- | --------- |
| Pogoń Ruda Śląska    | Polònia | 1994-1995 |
| Ruch Chorzów         | Polònia | 1995-2000 |
| TS Wisła Kraków      | Polònia | 2000-2009 |
| Atromitos FC         | Grècia  | 2009-2011 |
| KSP Polonia Warszawa | Polònia | 2011-2013 |
| Ruch Chorzów         | Polònia | 2013      |